# Aisakos

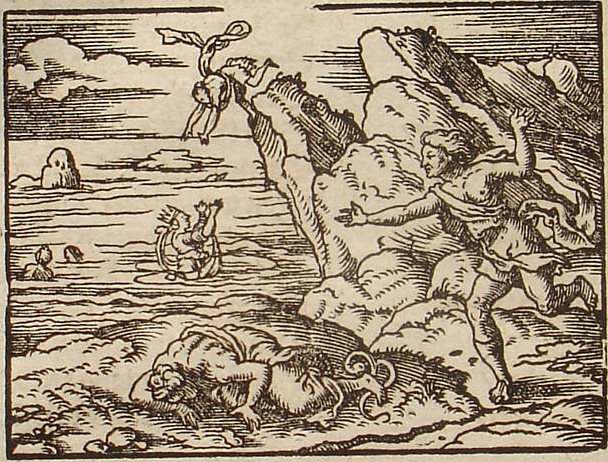
Aisakos und Hesperia. Kupferstich von Virgil Solis

Aisakos (altgriechisch Αἴσακος Aísakos) ist in der griechischen Mythologie der Sohn des trojanischen Königs Priamos und der Nymphe Alexirrhoë, der Tochter des Flussgottes Granikos- oder der Arisbe, einer Tochter des Sehers Merops Perkosios.
Im Falle letzterer Abstammung lernte er die Kunst der Traumdeutung von seinem Großvater – erwähnt wird er hier allerdings v. a. aufgrund seiner Liebe zur Nymphe Hesperia: Als er einmal sah, wie diese ihre Haare am Kebren wusch, verliebte er sich „unsterblich“ in sie – oder versuchte auch nur, ihr nachzustellen. Sie floh und wurde auf ihrer Flucht von einer Schlange gebissen. Als sie starb, versuchte sich Aisakos mehrfach umzubringen, indem er von einer Klippe ins Meer sprang. Die Gemahlin des Okeanos, die Titanin Tethys erbarmte sich schließlich seiner und verwandelte ihn in einen Tauchvogel.